# مايكل يون
مايكل يون (من مواليد 1964) هو كاتب ومصور أمريكي. خدم في القوات الخاصة الأمريكية في أوائل الثمانينيات، وأصبح كاتبًا في منتصف التسعينيات. ركّز على الكتابة العسكرية بعد غزو العراق. كان مايكل مرافقًا للقوات الأمريكية والبريطانية في العراق في عدة مناسبات، وكان أبرزها مع الكتيبة الأولى، فوج المشاة الرابع والعشرون (المعروفة باسم "ديوس فور") التابعة لفرقة المشاة الخامسة والعشرين في الموصل، والتي انتهت خدمته معها في سبتمبر 2005.
كان مايكل على خلاف علني مع القيادات العسكرية في القوات المسلحة الأمريكية، كما أن طبيعة تقاريره تثير الجدل. في عام 2008 ذكرت صحيفة نيويورك تايمز أنه قضى وقتًا ضمن الوحدات القتالية أكثر من أي صحفي آخر في العراق. في أغسطس 2008، حوّل تركيز مدونته من العراق إلى أفغانستان. يعتمد عمله بشكل أساسي على التبرعات المقدمة من القرّاء.

## خلفية
نشأ مايكل في وينتر هيفن، فلوريدا، حيث تولى مسؤولية تربيته بنفسه. خلال طفولته وسنوات مراهقته، كان يميل إلى المقالب وتعرض للمشاكل بسببها، ومن بين ذلك صنع قنابل منزلية. تعرض للتنمر من قبل الأطفال الآخرين، خاصة بسبب قصر قامته. التحق بكلية مجتمع محلية ولم يُبدِ أيَ اهتمام بالصحافة. بعد التخرج التحق بالجيش الأمريكي في أواخر مراهقته للحصول على تمويل للدراسة الجامعية.
نظرًا لشعره الأشقر الفاتح وقصر قامته وتفاخره بقدراته البدنية، أطلق عليه الجنود الآخرون لقب "بام بام" نسبةً إلى شخصية من مسلسل فلينستون. قتل مايكل شخصًا خلال شجار في حانة في أوشن سيتي بولاية ماريلاند في الثمانينيات. ووجّهت له اتهامات جنائية، ولكنها أُسقطت لاحقًا. في كتابه الأول الخطر قريب (Danger Close)، تناول مايكل هذا الحادث وسرد قصة حياته حتى بلوغه العشرين، بعد اجتيازه عملية الاختيار والتدريب للقوات الخاصة الأمريكية. تم تسريحه من الجيش عام 1987، وعمل في مجالات مختلفة، بما في ذلك توفير الحماية الشخصية لنجم البوب الراحل مايكل جاكسون. وصف مايكل جاكسون بأنه "رهينة نجاحه"، لكنه أشار إلى أنه استمتع بتجربته معه في مزرعة نيفرلاند قبل ظهور الفضائح. كما تعلم الألمانية وبعض البولندية خلال خدمته العسكرية، وحاول العمل في بولندا.
بدأ مايكل الكتابة كمستقل في منتصف التسعينيات رغم عدم امتلاكه خلفية في هذا المجال. من بين المواضيع التي غطاها، كان تحقيقًا عن طائفة أغوري الهندوسية الغامضة، التي يُزعم أنها تأكل لحم البشر لاكتساب قوى سحرية. اعتقد مايكل أنه عثر على أمريكي منتمي إلى هذه الطائفة، وأبلغ مكتب التحقيقات الفيدرالي بذلك. بدأ الكتابة عن احتلال العراق بعد مقتل اثنين من أصدقائه في الجيش، أحدهما كان زميلًا له منذ المرحلة الثانوية.
وصل مايكل إلى بغداد لأول مرة في أواخر ديسمبر 2004. وغطى الحرب في العراق لعدة سنوات، مع تركيزه على قوات "ديوس فور". في أوائل عام 2006، قام بزيارة قصيرة إلى أفغانستان. في ديسمبر 2007، كان مايكل في البصرة برفقة الكتيبة الرابعة، ذا رايفلز، خلال الانسحاب البريطاني من المدينة. بعد ذلك زار إنجلترا والتقى حينها كاميلا دوقة كورنوال (التي أصبحت لاحقًا قرينة ملك المملكة المتحدة). أشاد يون بها لدعمها المستمر للقوات المسلحة.
انتقل مايكل إلى تغطية الحرب في أفغانستان في أغسطس 2008، حيث اعتبرها الجبهة الأهم في الحرب على الإرهاب. حاول السفر إلى باكستان في يونيو 2009، لكن طلب تأشيرته رُفض. وفي الشهر ذاته، زار سنغافورة والبحرين والفلبين وتركيا لتغطية اجتماعات وزير الدفاع روبرت جيتس الأمنية.
من يوليو 2019 حتى ترحيله في 5 فبراير 2020، كان مايكل يغطي احتجاجات هونغ كونغ 2019.
في يناير 2021، حضر مايكل يون اقتحام كابيتول الولايات المتحدة 2021 لكنه بقي خارج المبنى. في مقابلة مع صحيفة إيبوك تايمز، زعم أنه شهد مشاركة حركة أنتيفا في الهجوم، وليس الميليشيات القومية البيضاء مثل براود بويز أو حراس القسم كما ذكرت وسائل الإعلام الأخرى. ومع ذلك، أشارت منظمة ميديا ماترز إلى إن إيبوك تايمز روّجت لمظاهرة "أوقفوا السرقة" في الكابيتول الذي أدى إلى أعمال الشغب.

## الآراء الشخصية
صرّح مايكل بشكل عام قائلًا: "إذا أراد الكاتب جني المال، فعليه تجنب الحقيقة وإخبار الناس بما يريدون سماعه. ومع ذلك، للفوز في الحرب، يجب قول الحقيقة". وهو يدعم الصحافة الميدانية المرافقة للوحدات العسكرية على حساب الصحافة التقليدية، معتقدًا أن اقتراب الصحفيين من الأحداث يقلل من احتمالية تكرار الدعاية العسكرية الرسمية.
كان يون مترددًا في التعبير عن موقفه تجاه قرار الذهاب إلى الحرب. لكنه قال في النهاية إنه كان من المؤيدين بسبب مخاوفه بشأن أسلحة الدمار الشامل المزعومة في العراق، حيث منح إدارة بوش فائدة الشك بهذا الأمر.
بعد زيارته الأولى للعراق في ديسمبر 2004، قال مايكل إن الوضع في البلاد كان أكثر عنفًا مما كانت وسائل الإعلام الرئيسية تنقله. وخلال العام التالي، أبلغ أن "العراق ينهار" وأنه في حالة حرب أهلية. كما كان يعتقد أن قوات الناتو كانت "تخسر" الحرب في أفغانستان. كان مايكل من المؤيدين البارزين لاستراتيجية "زيادة القوات" في العراق، وأعرب عن دعمه للسيناتور جون ماكين في الانتخابات الرئاسية لعام 2008 في العديد من المقابلات. متفقًا مع ماكين، يعارض مايكل استخدام التعذيب من قبل الجيش الأمريكي، وخاصة الإيهام بالغرق. وفي يونيو 2009، علّق قائلًا: "أشعر أن أوباما أقوى وأكثر حكمة مما يعتقده الكثيرون". كما كتب بعد احتجاجات الانتخابات الإيرانية أنه يتفق مع آراء الكاتب المثير للجدل مايكل ليدين حول إيران. وفي مقابلة أُجريت معه في أغسطس 2009 في ولاية هلمند، أعاد تأكيد اعتقاده بأن حركة طالبان أقوى من وجود الناتو، مشبهًا الوضع بفيلم القيامة الآن.
وصفًا لتأثير آرائه الشخصية على كتاباته، صرّح مايكل يون قائلًا: "لا أشعر بأي خجل في القول إنني متحيز لصالح جنودنا. والأسوأ من ذلك، لا أشعر بأي خجل في تسمية الإرهابي إرهابيًا". وعلقت صحيفة نيويورك تايمز بأن: "مثل معظم المدونين، لدى السيد يون أجندة، إذ يكتب كثيرًا أن مهمة الولايات المتحدة في بناء عراق مستقر وديمقراطي ناجحة ويجب أن تستمر". أما صحيفة لوس أنجلوس تايمز فقد وصفته بأنه "المراسل المفضل لدى العديد من المحافظين"، بينما اعتبره الصحفي مايكل توتن "محللًا منعشًا بعيدًا عن الأيديولوجيا للحرب". رغم ذلك، أثنى مايكل على العديد من المؤسسات الإعلامية التي عمل معها، قائلاً: "الصحفيون في أماكن مثل نيويورك تايمز ووول ستريت جورنال في الواقع جيدون جدًا في نقل الحقائق".

في كتابه الصادر عام 2008، لحظة الحقيقة في العراق، كتب مايكل:
يدعم مايكل يون الاستخدام الشخصي لصوره وكتاباته من قبل الأفراد العاديين، لكنه يؤمن بأن المؤسسات الكبرى مثل شبكات التلفزيون والمجلات يجب أن تحترم حقوق النشر الخاصة به. نتيجة لذلك، خاض العديد من القضايا القانونية. وكتب في أغسطس 2008 أنه ينفق حوالي 100 ألف دولار سنويًا على هذه الجهود.

### السمات العامة لكتاباته
تتميز كتابات يون بإعجاب واضح بالجنود الأمريكيين والمدنيين والعسكريين العراقيين على حد السواء. إذ يراهم يعملون بشجاعة في مهمة بناء أمة عادلة. وصفت صحيفة يو إس إيه توداي نهجه بأنه "مؤيد للجيش دون تردد". كما تتسم كتاباته بالصراحة حول ما يعتبره إخفاقات أمريكية وعراقية، مما دفع صحيفة لوس أنجلوس تايمز إلى وصفه بأنه "مراسل منفرد". على سبيل المثال، غطى مايكل قصة سائق سيارة أجرة عراقي قُتل بالخطأ على يد القوات الأمريكية. كما أن عمله غالبًا ما يكون أكثر وضوحًا ومباشرة مقارنة بالتقارير الأخرى.
واجه مايكل أيضًا صراعات مع القيادة العسكرية الأمريكية، والتي بلغت ذروتها في مقال نشره في أكتوبر 2008 في مجلة ذا ويكلي ستاندرد بعنوان "رقابة على العراق". حيث اتهم باري أ. جونسون من القيادة المركزية الأمريكية بممارسة "رقابة خفية لكنها حقيقية للغاية"، إلى جانب "عدم الكفاءة في التعامل مع الصحافة". كاد هذا المقال أن يؤدي إلى منعه من العودة إلى العراق. كما انتقد يون مرارًا ما يراه جهودًا علاقات عامة غير كفؤة من قبل قيادة الجيش.
حظي أسلوبه في التقارير بالإشادة من نيويورك تايمز، حيث وصفته بأنه يتميز بـ"مستوى كافٍ من الملاحظة المباشرة والوضوح والتشكيك ليجعل العديد من الصحفيين المحترفين يشعرون بالخجل"، كما أشادت به مجلة سلايت، قائلة إنه "يعتمد على أسلوب التقارير الحربية القاسي والغامض من عصور سابقة". وذكر موقع Military.com أن مايكل يون أعاد تعريف تغطية الحروب في عصر الإعلام الجديد.
لكن مايكل تعرض أيضًا لانتقادات من بعض أفراد الجيش. على سبيل مثال، اتهمه العقيد ستيفن بويلان في سبتمبر 2005 بخرق اتفاقية المراسلين المدمجين من خلال نشر صور لجنود قتلى ومصابين قبل إبلاغ عائلاتهم. كما وُجهت إليه تهم بتجاوز قواعد الجيش من خلال العمل قبل تسجيله رسميًا مع أي وكالة أنباء. ومع ذلك، فإن يون ليس موظفًا في أي مؤسسة إعلامية، ولا تُعدّ الوظيفة الصحفية شرطًا ضروريًا للانضمام كمراسل مدمج مع القوات الأمريكية.
ورغم كونه كاتبًا، فقد عبر مايكل الحدود في الموصل وشارك في القتال لإنقاذ حياة أربعة جنود أمريكيين. إذ كان القائد إريك كوريللا قد تعرض لإطلاق نار ثلاث مرات، بينما كان القائد العسكري روب بروسر يقاتل وجهًا لوجه مع أحد أعضاء القاعدة الذي أطلق النار على كوريللا. وبينما تجمد جنديان أمريكيان خوفًا، كان بإمكان مايكل الفرار لكنه بدلاً من ذلك، وبينما كان بروسر يصارع الإرهابي يدًا بيد، التقط بندقية بروسر الفارغة، وأخذ الذخيرة من ملازم رفض القتال، وانضم للمعركة. أدت تغطيته للحادث إلى توبيخ شديد من قيادة الجيش. وفي أغسطس 2009، كتب أنه ليس من دوره التدخل المباشر فيما يقوم بتغطيته.

## روابط خارجية
- مجلة مايكل يون الالكترونية (بالإنجليزية)
- عام في العراق 2006 – صور وكتابة مايكل يون (بالإنجليزية)